# CONCACAF Beach Soccer Championship 2019
Il CONCACAF Beach Soccer Championship 2019 è stata l'8ª edizione di questo torneo.
Il torneo si è svolto a Puerto Vallarta, in Messico, dal 13 al 19 maggio 2019. Il campionato funge anche da torneo di qualificazione per le squadre americane al Campionato mondiale di beach soccer 2019 in Paraguay; si qualificano le prime due squadre.

## Squadre partecipanti
Di seguito l’elenco delle squadre partecipanti:
- Antigua e Barbuda
- Bahamas
- Belize
- Bonaire
- Costa Rica
- El Salvador
- Guadalupa
- Guatemala

- Guyana
- Giamaica
- Messico
- Panama
- Trinidad e Tobago
- Turks e Caicos
- Stati Uniti
- Isole Vergini Americane

## Sorteggio
Il sorteggio dei gironi si è svolto l'8 aprile 2019 a Puerto Vallarta, in Messico. Le 16 squadre sono state divise in 4 gironi da quattro squadre ciascuno.
| 1ª urna                                | 2ª urna                                        | 3ª urna                                          | 4ª urna                                          |
| -------------------------------------- | ---------------------------------------------- | ------------------------------------------------ | ------------------------------------------------ |
| Messico Panama Stati Uniti El Salvador | Guadalupa Bahamas Costa Rica Trinidad e Tobago | Giamaica Belize Turks e Caicos Antigua e Barbuda | Guatemala Isole Vergini Americane Guyana Bonaire |

## Fase a gironi

### Girone A
| Squadra    | P.ti | G | V | V+ | Vr | P | GF | GS | DR  |
| ---------- | ---- | - | - | -- | -- | - | -- | -- | --- |
| Messico    | 9    | 3 | 3 | 0  | 0  | 0 | 16 | 6  | +10 |
| Guatemala  | 6    | 3 | 2 | 0  | 0  | 1 | 10 | 10 | 0   |
| Costa Rica | 3    | 3 | 1 | 0  | 0  | 2 | 13 | 15 | -2  |
| Giamaica   | 0    | 3 | 0 | 0  | 0  | 3 | 5  | 13 | -8  |

### Girone B
| Squadra                 | P.ti | G | V | V+ | Vr | P | GF | GS | DR  |
| ----------------------- | ---- | - | - | -- | -- | - | -- | -- | --- |
| Panama                  | 9    | 3 | 3 | 0  | 0  | 0 | 20 | 5  | +15 |
| Trinidad e Tobago       | 6    | 3 | 2 | 0  | 0  | 1 | 16 | 6  | +10 |
| Isole Vergini Americane | 3    | 3 | 1 | 0  | 0  | 2 | 11 | 21 | -10 |
| Turks e Caicos          | 0    | 3 | 0 | 0  | 0  | 3 | 7  | 22 | -15 |

### Girone C
| Squadra           | P.ti | G | V | V+ | Vr | P | GF | GS | DR  |
| ----------------- | ---- | - | - | -- | -- | - | -- | -- | --- |
| Stati Uniti       | 9    | 3 | 3 | 0  | 0  | 0 | 28 | 5  | +23 |
| Bahamas           | 6    | 3 | 2 | 0  | 0  | 1 | 21 | 9  | +12 |
| Antigua e Barbuda | 3    | 3 | 1 | 0  | 0  | 2 | 15 | 22 | -7  |
| Bonaire           | 0    | 3 | 0 | 0  | 0  | 3 | 7  | 35 | -28 |

### Girone D
| Squadra     | P.ti | G | V | V+ | Vr | P | GF | GS | DR  |
| ----------- | ---- | - | - | -- | -- | - | -- | -- | --- |
| El Salvador | 9    | 3 | 3 | 0  | 0  | 0 | 23 | 6  | +17 |
| Guadalupa   | 4    | 3 | 1 | 0  | 1  | 1 | 11 | 17 | -6  |
| Belize      | 3    | 3 | 1 | 0  | 0  | 2 | 10 | 13 | -3  |
| Guyana      | 0    | 3 | 0 | 0  | 0  | 3 | 9  | 17 | -8  |

## Fase a eliminazione diretta

### Tabellone
|  | Quarti di finale  | Quarti di finale  |             |             | Semifinali                | Semifinali                |  |  | Finale | Finale |
|  |                   |                   |             |             |                           |                           |  |  |        |        |
|  |                   |                   |             |             |                           |                           |  |  |        |        |
|  |                   |                   |             |             |                           |                           |  |  |        |        |
|  | Messico           | 5                 |             |             |                           |                           |  |  |        |        |
|  | Messico           | 5                 |             |             |                           |                           |  |  |        |        |
|  | Trinidad e Tobago | 4                 |             |             |                           |                           |  |  |        |        |
|  | Trinidad e Tobago | 4                 | Messico     | 3           |                           |                           |  |  |        |        |
|  |                   |                   | Messico     | 3           |                           |                           |  |  |        |        |
|  |                   | Panama            | 0           |             |                           |                           |  |  |        |        |
|  | Panama            | Panama            | 0           | 6           |                           |                           |  |  |        |        |
|  | Panama            |                   |             | 6           |                           |                           |  |  |        |        |
|  | Guatemala         | 4                 |             |             |                           |                           |  |  |        |        |
|  | Guatemala         | 4                 | Messico     | 6           |                           |                           |  |  |        |        |
|  |                   |                   | Messico     | 6           |                           |                           |  |  |        |        |
|  |                   | Stati Uniti       | 2           |             |                           |                           |  |  |        |        |
|  | El Salvador       | Stati Uniti       | 2           | 8           |                           |                           |  |  |        |        |
|  | El Salvador       |                   |             | 8           |                           |                           |  |  |        |        |
|  | Bahamas           | 4                 |             |             |                           |                           |  |  |        |        |
|  | Bahamas           | 4                 | El Salvador | 3 (4)       | Finale per il terzo posto | Finale per il terzo posto |  |  |        |        |
|  |                   |                   | El Salvador | 3 (4)       | Finale per il terzo posto | Finale per il terzo posto |  |  |        |        |
|  |                   | Stati Uniti (dcr) | 3 (5)       |             |                           |                           |  |  |        |        |
|  | Stati Uniti       | Stati Uniti (dcr) | 3 (5)       | 5           | Panama                    | 3                         |  |  |        |        |
|  | Stati Uniti       |                   |             | 5           | Panama                    | 3                         |  |  |        |        |
|  | Guadalupa         | 1                 |             | El Salvador | 8                         |                           |  |  |        |        |
|  | Guadalupa         | 1                 |             |             | 8                         |                           |  |  |        |        |
|  |                   |                   |             |             |                           |                           |  |  |        |        |
|  |                   |                   |             |             |                           |                           |  |  |        |        |

## Premi individuali
| Miglior marcatore | Miglior giocatore | Miglior portiere | Miglior giovane | Premio Fair Play |
| ----------------- | ----------------- | ---------------- | --------------- | ---------------- |
| Nick Perera       | Benjamín Mosco    | Diego Villaseñor | Exon Perdomo    | Panama           |

## Squadre qualificate al campionato mondiale
Le seguenti squadre si sono qualificate al Campionato mondiale di beach soccer 2019:
| Qualificate | Pres. | Ult. | Miglior risultato                      |
| ----------- | ----- | ---- | -------------------------------------- |
| Messico     | 6ª    | 2017 | Secondo posto (2007)                   |
| Stati Uniti | 5ª    | 2013 | Fase a gironi (2005, 2006, 2007, 2013) |